# SummerSlam (2015)
SummerSlam (2015) było galą pay-per-view profesjonalnego wrestlingu wyprodukowaną przez WWE. Event miał miejsce 23 sierpnia 2015 w Barclays Center w Brooklynie, w Nowym Jorku. Była to dwudziesta ósma gala z cyklu SummerSlam i pierwsza, która miała miejsce poza Los Angeles w Staples Cente. To ósme SummerSlam mające miejsce w obszarze metropolitalnym Nowego Jorku, tuż po edycjach z 1988, 1989, 1991, 1997, 1998, 2002 i 2007 roku. Gala miała się oryginalnie odbyć w Izod Center, lecz poprzez zamknięcie tego ośrodka w kwietniu 2015, została przeniesiona do Barclays Center. Jako pierwsza z cyklu SummerSlam, trwała cztery godziny, co ówcześnie było zarezerwowane tylko dla WrestleManii.
Na gali odbyło się dziesięć walk, lecz wyjątkowo bez żadnej w pre-show. Main eventem był mecz pomiędzy Brockiem Lesnarem i The Undertakerem, gdzie Taker odklepał po Kimurze lock Lesnara i uderzono w gong, lecz sędzia nie zobaczył klepania i mecz kontynuowano. Kiedy to sędzia był rozproszony, 'Taker wykonał low blow na Lesnarze i ten omdlał po zapięciu Hell's Gate Undertakera.

## Przygotowania
SummerSlam oferowało walki profesjonalnego wrestlingu z udziałem różnych wrestlerów z istniejących oskryptowanych rywalizacji i storyline'ów, które są kreowane na głównych tygodniówkach WWE : Raw i SmackDown. Wrestlerzy byli przedstawiani jako heelowie (negatywni, źli zawodnicy i najczęściej wrogowie publiki) i face'owie (pozytywni, dobrzy i najczęściej ulubieńcy publiki), gdzie rywalizują pomiędzy sobą w seriach gal mających w budować napięcie, kulminując w walkę wrestlerską lub serię walk.
Na WrestleManii XXX w 2014, Brock Lesnar pokonał The Undertakera niszcząc jego streak wygranych, który wynosił 21-0. W późniejszej części roku, Lesnar pokonał Johna Cenę na SummerSlam i zdobył WWE World Heavyweight Championship, lecz stracił ów tytuł na WrestleManii 31 w meczu przeciwko Romanowi Reignsowi, kiedy to Seth Rollins wykorzystał swój kontrakt Money in the bank i dołączając do walki wygrał tytuł. Lesnar otrzymał swój pojedynek rewanżowy na Battleground i był bliski zwycięstwa, lecz powracający The Undertaker zaatakował Lesnara, przez co walka miała niejasne zakończenie po zniknięciu Rollinsa i sędziego z ringu. Na początku raportowano wynik jako "no contest", lecz 20 lipca na Raw, Lilian Garcia ogłosiła Lesnara jako zwycięzcę przez dyskwalifikację. Również tej samej nocy na Raw, The Undertaker wyjaśnił atak na Lesnara – był żądny zemsty za zniszczenie streaku przez Lesnara na WrestleManii XXX. Skończył przemowę deklarując, że niemożliwe jest zabicie kogoś, kto jest już martwy. Później na Raw, ta dwójka brała udział w chaotycznym brawlu, w którym pół rosteru i ochrona musieli ich skutecznie rozdzielić. Lesnar krzyczał "I will kill you!" do Takera, który odpowiedział "You're gonna have to!". Przed ich brawlem ogłoszono, że Undertaker zawalczy z Lesnarem w walce wieczoru na SummerSlam. Będzie to pierwsza walka Undertakera na SummerSlam od edycji z 2008 roku i jego pierwsza walka pay-per-view (poza WrestleManią) od Bragging Rights z 2010.
Na Elimination Chamber, Ryback zdobył zwakowany Intercontinental Championship w Elimination Chamber matchu. 1 czerwca na Raw, przed tym jak Ryback miał bronić tytułu przeciwko The Mizowi, Big Show zaatakował Miza i skonfrontował się z Rybackiem. Na Money in the Bank, Big Show pokonał Rybacka przez dyskwalifikację po tym jak Miz zaatakował Big Showa, przez co Ryback zachował tytuł. 15 czerwca na Raw, Miz pokonał Big Showa przez wyliczenie, kiedy to największy atleta świata został rozproszony atakując Rybacka. 22 czerwca, zostało ogłoszone na WWE.com, że Ryback będzie bronił tytułu przeciwko Big Showowi i The Mizowi w triple threat matchu na gali. Jednakże, 15 lipca na oficjalnej stronie WWE pojawiła się wiadomość, że Ryback odniósł kontuzję i nie będzie w stanie bronić tytułu na Battleground. 6 sierpnia, WWE ogłosiło, że pojedynek odbędzie się na SummerSlam.
21 maja na SmackDown, Bray Wyatt został pokonany przez Deana Ambrose'a po tym, jak Reigns zainterweniował w walce wykonując Superman punch na Wyattcie. 1 czerwca na Raw, Reigns pokonał Wyatta i zachował swoje miejsce do udziału w Money in the Bank ladder matchu. Podczas tej gali Wyatt znokautował Reignsa z drabiny tuż przed tym jak miał zdjąć walizkę. Na Battleground, Bray Wyatt pokonał Romana Reignsa po tym jak Luke Harper zainterweniował i zaatakował Reignsa, przywracając tym samym The Wyatt Family. 20 lipca na Raw, Dean Ambrose menadżerował Reignsowi kiedy to pokonał Roman pokonał Harpera przez dyskwalifikację. 6 sierpnia na SmackDown, Reigns wyzwał Wyatta do stoczenia tag team matchu na SummerSlam, gdzie Reigns i Ambrose mieliby zmierzyć się z Wyattem i Harperem, co Wyatt zaakceptował.
18 czerwca na SmackDown, Alicia Fox zawarła sojusz z The Bella Twins (Brie i Nikki Bellą) pomagając Brie wygrać mecz przeciwko Paige, w rezultacie czego utworzyły "Team Bella". 13 lipca na Raw, Charlotte, Becky Lynch i Sasha Banks zadebiutowały w głównym rosterze; Charlotte i Lynch zawarły sojusz z Paige, nazywając ich drużynę "PCB", podczas gdy Banks dołączyła do Naomi i Taminy tworząc "Team B.A.D.". Na Battleground, Charlotte pokonała Brie i Banks w triple threat matchu. 10 sierpnia zostało ogłoszone, że Team Bella, PCB i B.A.D. zmierzą się ze sobą w triple threat tag team elimination matchu na SummerSlam.
Na Battleground, The Prime Time Players obronili tytuły przeciwko The New Day. 20 lipca na Raw, Los Matadores pokonali The Prime Time Players tuż po tym jak The New Day przeszkodziło mistrzom. 27 lipca na Raw, The Lucha Dragons pokonali Los Matadores. 30 lipca na SmackDown, The Lucha Dragons i Los Matadores pokonali The New Day i The Ascension. 3 sierpnia na Raw, The New Day i The Ascension pokonało The Lucha Dragons i Los Matadores w rewanżu. 6 sierpnia na SmackDown, The Prime Time Players połączyli siły z Markiem Henrym i pokonali The New Day. 10 sierpnia na Raw, The New Day pokonało Los Matadores. Tego samego dnia na WWE.com zostało ogłoszone, że The Prime Time Players będą bronili tytułów przeciwko The New Day, The Lucha Dragons i Los Matadores w Fatal 4-Way tag team matchu na SummerSlam.

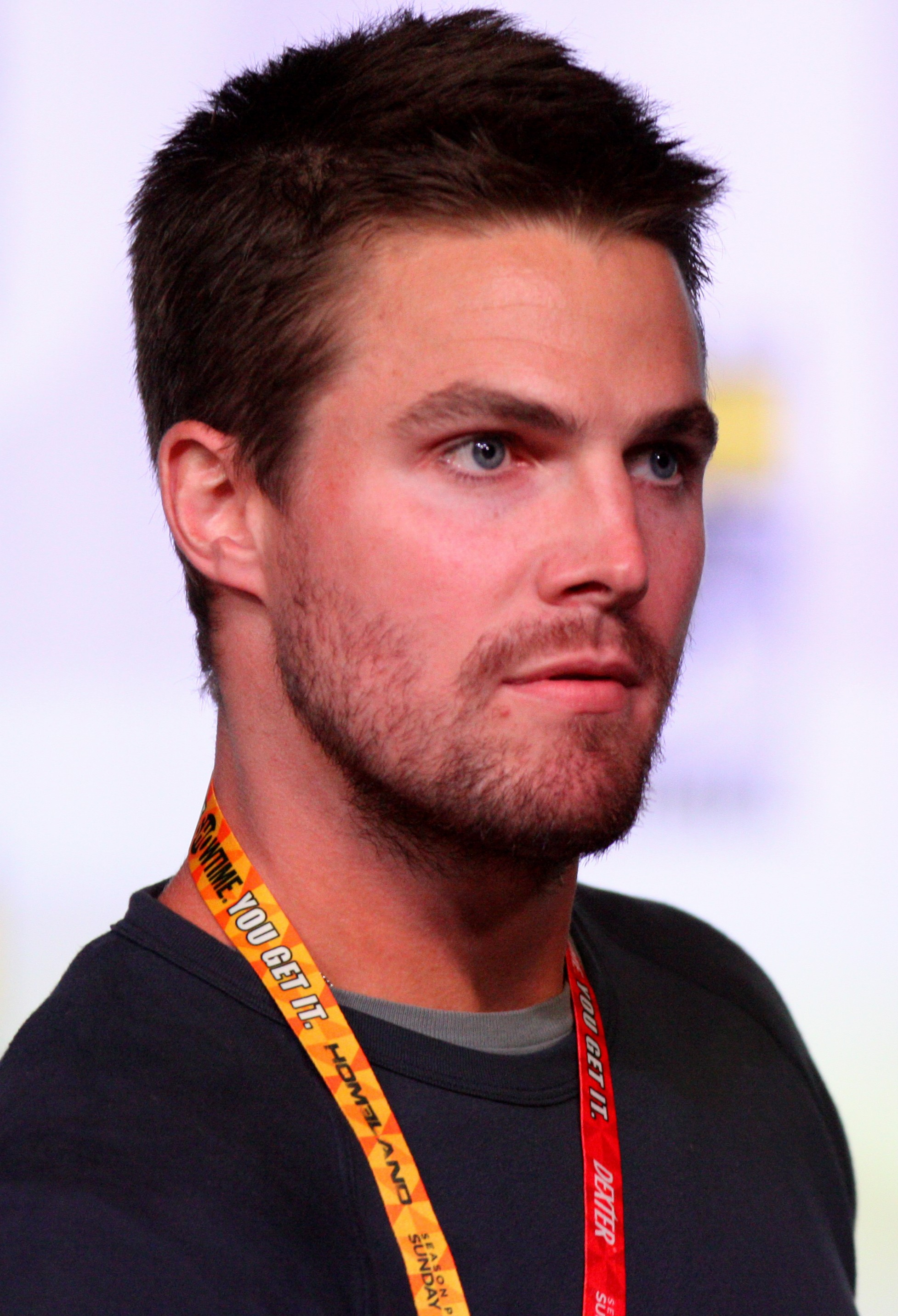
Stephen Amell (z serialu Arrow) wraz z Neville’em zmierzył się z Kingiem Barrettem i Stardustem

25 maja na Raw, Stardust skonfrontował się ze specjalnym gościem Stephenem Amellem (aktorem z serialu Arrow), przegrywając z Neville’em. 13 lipca na Raw, Stardust pokonał Neville'a. 10 sierpnia na Raw, gdzie Amell ponownie był specjalnym gościem, Neville pokonał Kinga Barretta, lecz został zaatakowany przez Stardusta. Następnie zeskoczył z ringu, wykpił Amella i przed powrotem na ring uderzył aktora. Amell wskoczył wtedy do ringu, powalił Stardusta i okładał go pięściami oraz łokciami do momentu, aż nie powstrzymała Amella ochrona. Amell i Neville przekonali Triple H na backstage'u do zatwierdzenia tag team matchu na SummerSlam, gdzie Amell i Neville mieli zmierzyć się z Barrettem i Stardustem.
20 lipca na Raw, United States Champion John Cena wyzwał WWE World Heavyweight Championa Setha Rollinsa do pojedynku o tytuł Rollinsa, lecz ten odrzucił propozycję. 27 lipca na Raw, Cena raz jeszcze go wyzwał do walki, lecz The Authority dołączyło do rozmowy i zażądało, że to Cena będzie bronił swojego tytułu przeciwko Rollinsowi. Cena pokonał Rollinsa, lecz otrzymał cios kolanem w nos, wskutek czego okazało się potem, że jest złamany. 3 sierpnia na Raw, Rollins wyzwał Cenę do Winner Takes All matchu na SummerSlam, gdzie zwycięzca miałby zdobyć WWE World Heavyweight Championship i U.S. Championship. 11 sierpnia w programie Tough Enough, Cena (pomimo kontuzji nosa) przyjął wyzwanie Rollinsa, zatwierdzając oficjalnie walkę.
18 czerwca na SmackDown, Kevin Owens pokonał Cesaro. 29 czerwca na Raw, Cesaro pokonał United States Championa Johna Cenę, lecz było to zwycięstwo przez dyskwalifikację, gdyż został zaatakowany przez Owensa, nie wygrywając tym samym tytułu. 20 lipca na Raw, Cesaro, Cena i Randy Orton pokonali Owensa, Ruseva i Sheamusa. 23 lipca na SmackDown, Owens zaatakował Cesaro po jego meczu z Sethem Rollinsem. 27 lipca na Raw, Cesaro zaatakował Owensa po jego walce z Ortonem. 30 lipca na SmackDown po tym, jak Owens zaatakował Cesaro podczas jego reważu z Rollinsem, Cesaro i Dean Ambrose pokonali Owensa i Rollinsa w tag team matchu. 13 sierpnia na SmackDown zostało ogłoszone, że Cesaro zmierzy się z Owensem na SummerSlam.
18 maja na Raw, Lana zakończyła współpracą z Rusevem i zaczęła związek z Dolphem Zigglerem, przechodząc tym samym faceturn. Po nieudanych próbach odłączenia Lany od Zigglera, Rusev rozpoczął związek z Summer Rae. 6 lipca na Raw, Rusev zaatakował Zigglera, przez co ten doznał kontuzji krtani. Ziggler powrócił 17 sierpnia na Raw, atakując Ruseva. Tej samej nocy zostało ogłoszone, że Ziggler zmierzy się z Rusevem na SummerSlam.
17 sierpnia na Raw zostało ogłoszone, że Jon Stewart będzie specjalnym gospodarzem tegorocznej gali.

## Wyniki walk
| Nr                                 | Wyniki | Stypulacje                                                                                   | Czas  |
| ---------------------------------- | --- | -------------------------------------------------------------------------------------------- | ----- |
| 1                                  | Sheamus pokonał Randy'ego Ortona | Singles match                                                                                | 12:14 |
| 2                                  | The New Day (Big E i Kofi Kingston) (w/ Xavier Woods) pokonali The Prime Time Players (Darrena Younga i Titusa O'Neila) (c), The Lucha Dragons (Kalisto i Sin Carę) oraz Los Matadores (Diega i Fernando) (w/ El Torito) | Fatal 4-Way tag team match o WWE Tag Team Championship                                       | 11:22 |
| 3                                  | Dolph Ziggler (w/ Lana) vs. Rusev (w/ Summer Rae) zakończyło się podwójnym wyliczeniem | Singles match                                                                                | 11:50 |
| 4                                  | Stephen Amell i Neville pokonali Stardusta i King Barretta | Tag team match                                                                               | 07:36 |
| 5                                  | Ryback (c) pokonał Big Showa i The Miza | Triple Threat match o WWE Intercontinental Championship                                      | 05:34 |
| 6                                  | Roman Reigns i Dean Ambrose pokonali Braya Wyatta i Luke'a Harpera | Tag team match                                                                               | 10:56 |
| 7                                  | Seth Rollins (WWE World Heavyweight Champion) pokonał Johna Cenę (United States Champion) | Winner Takes All match o WWE World Heavyweight Championship i WWE United States Championship | 19:27 |
| 8                                  | Team PCB (Paige, Charlotte i Becky Lynch) pokonały Team Bella (Nikki Bellę, Brie Bellę i Alicię Fox) oraz Team B.A.D. (Naomi, Sashę Banks i Taminę)                                                                      | Three team elimination match                                                                 | 15:18 |
| 9                                  | Kevin Owens pokonał Cesaro | Singles match                                                                                | 14:21 |
| 10                                 | The Undertaker pokonał Brocka Lesnara (w/ Paul Heyman) przez poddanie | Singles match                                                                                | 17:50 |
| (c) – mistrz/mistrzyni przed walką | |                                                                                              |       |

### Three Team Elimination match
| Nr.           | Drużyna     | Wyeliminowane przez | Metoda eliminacji                                               | Czas  |
| ------------- | ----------- | ------------------- | --------------------------------------------------------------- | ----- |
| 1             | Team B.A.D. | Team Bella          | Brie Bella przypięła Taminę po wykonaniu Bella Buster           | 06:17 |
| 2             | Team Bella  | Team PCB            | Becky Lynch przypięła Brie Bellę po wykonaniu Pumphandle Suplex | 15:18 |
| Zwyciężczynie | Team PCB    |                     |                                                                 | 15:18 |

## Wydarzenia po gali
Po wygraniu United States i obronie WWE World Heavyweight Championship, Seth Rollins skonfrontował się z powracającym Stingiem na następnym Raw. Triple H później zadeklarował, że obaj zmierzą się w walce o WWE WHC na Night of Champions.
Po kontrowersyjnej przegranej na rzecz Undertakera, Brock otworzył poniedziałkowe Raw wraz ze swoim adwokatem Paulem Heymanem udowadniając, że to 'Taker wpierw odklepał po Kimura lock od Lesnara i że chronometrażysta uderzył w gong bez sygnału od sędziego. Jednakże, Undertaker wykonał wtedy low blow i zapiął Lesnara w Hell's Gate, stawiając pewną szansę na przyszły rewanż. Lesnar chciał koniecznie 'Takera w ringu, lecz pojawił się Bo Dallas, któremu po chwili Lesnar wykonał kilka German suplexów i zakończył brawl wymierzając F5.
Po tym jak Roman Reigns i Dean Ambrose wygrali z Wyatt Family na SummerSlam, na następnym Raw został zatwierdzony rewanż. Podczas trwania meczu, w ringu pojawił się tajemniczy mężczyzna i zaatakował Ambrose'a i Reignsa. Później się okazało, że jest to Braun Strowman, nowy członek Wyatt Family.
The New Day zdobyło WWE Tag Team Championship w Fatal 4-Way na SummerSlam i następnej nocy na Raw musieli bronić tytułu przeciwko Lucha Dragons. Po zakończeniu walki niespodziewanie na arenie pojawili się powracający The Dudley Boyz, którzy wykonali 3D na Xavierze Woodsie przez stół i konfrontując się z Prime Time Players.

## Recenzje
Gala otrzymała mieszane opinie. John Canton z tjrwrestling.net dał gali ocenę 7 na 10. Oznajmił, że walka 'Takera i Lesnara była lepsza niż z WrestleManii XXX, lecz nie może powiedzieć nic pozytywnego o zakończeniu walki. Will Purett z Prowrestling.net ocenił, że dwie walki wieczoru miały słabe zakończenia. Puretta rozwścieczyła końcówka 'Taker/Lesnar, gdyż według niego "końcówki walk w 2015 bazują na niekompetencjach sędziowskich i to jest złe". Dodatkowo, skrytykował 'Takera jako pierwszego, który pokonał Lesnara. Jason Powell z Prowrestling.net pochwalił walki Cena/Rollins i 'Taker/Lesnar, lecz również skrytykował końcówki walk.